# Crocotta

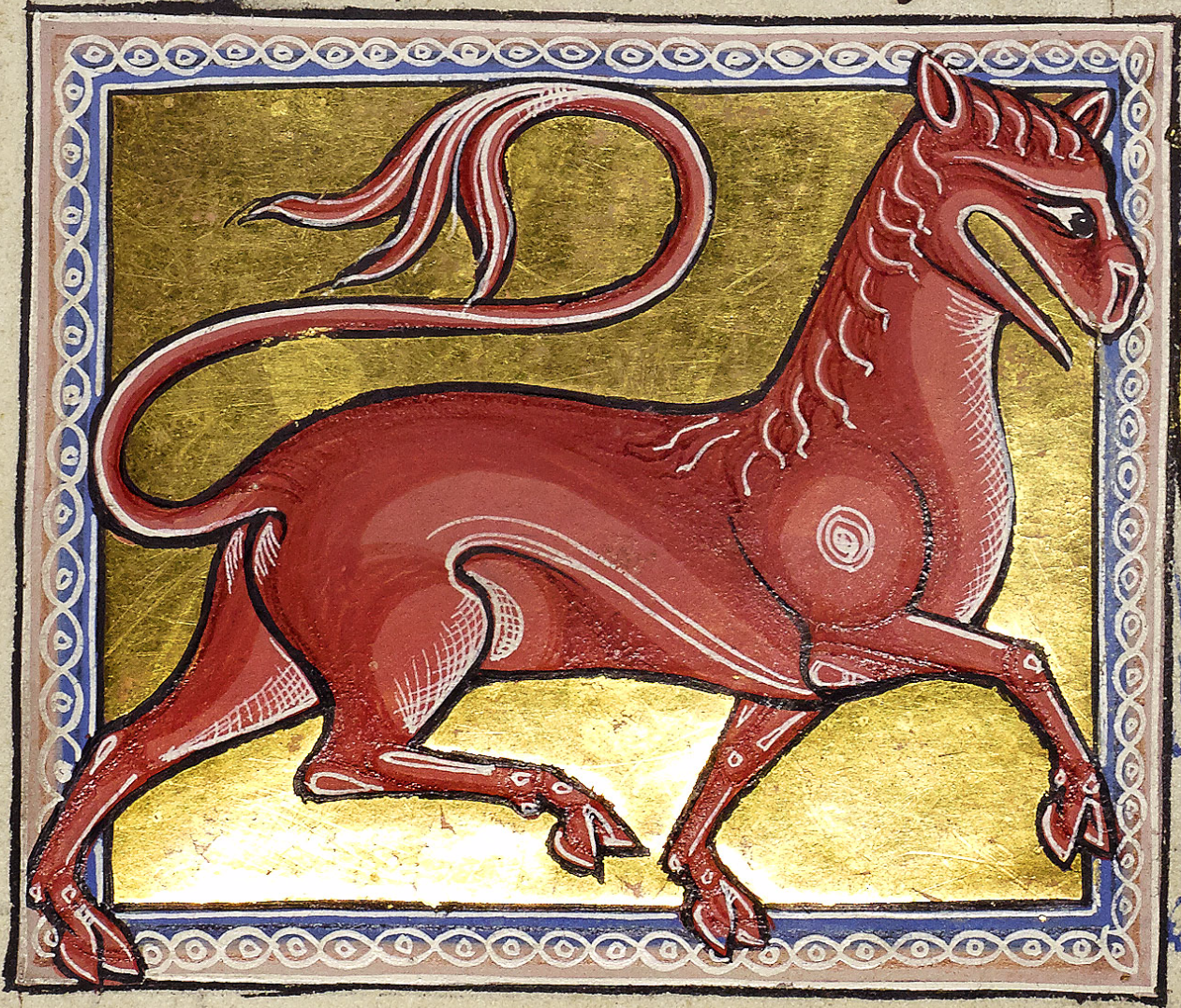
Illustration du crocotta dans le Bestiaire d'Aberdeen.

Le crocotta (ou corocotta, leucrotta, leucrocuta, crocuta, ou yena) est un chien-loup mythique d'Inde ou d'Éthiopie, réputé être un ennemi mortel des hommes et des chiens.

## De l'histoire naturelle aux bestiaires médiévaux

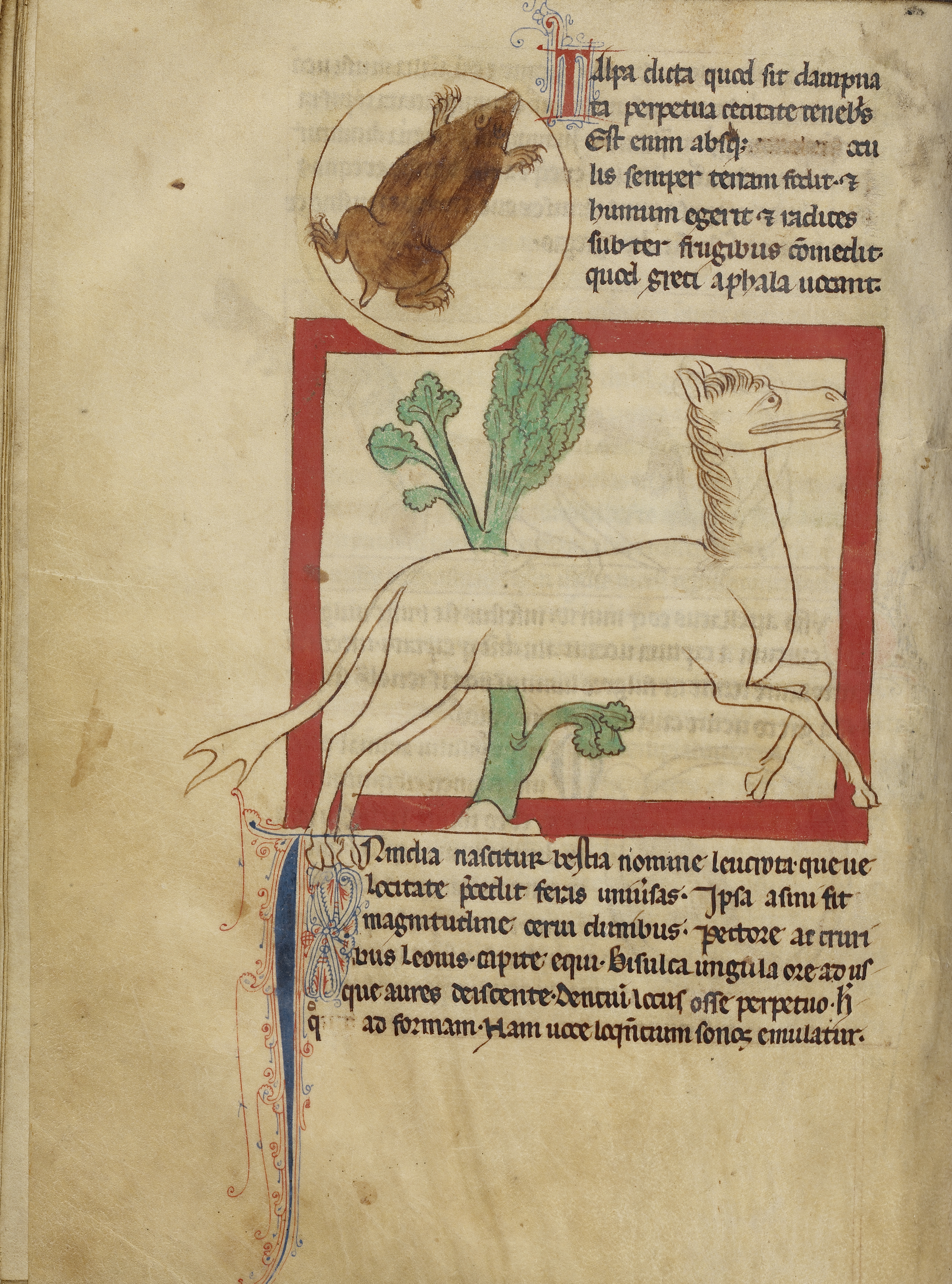
Un crocotta, bestiaire de Northumberland, Angleterre, vers 1250.

Cette bête fut une première fois décrite par Pline l'Ancien dans son Histoire naturelle (livre VIII, chapitre 30) comme étant une combinaison entre le chien et le loup, possédant une puissante mâchoire et une capacité de digestion instantanée. D'autres mythologies ont décrit le crocotta comme étant une bête gloutonne qui déterre des cadavres et rôde autour des fermes la nuit. On raconte que le crocotta attirerait les chiens à leur mort en imitant le bruit d'un homme dans la détresse. En entendant le cri, les chiens suivraient ce bruit, seulement pour être attaqués et dévorés. On a également dit que la bête se cache de temps en temps dans les buissons au bord de la forêt écoutant les fermiers parlant et s'appelant les uns les autres par leurs noms. Le crocotta répéterait alors un des noms pour attirer la personne dans les bois. Quand l'homme s'approcherait, il l'attirerait dans les broussailles en répétant son nom. Comme l'homme suivrait, la créature continuerait à l'attirer plus profondément dans les bois. Quand la victime serait trop loin des secours, l'animal sauterait sur lui et le dévorerait. D'autres légendes ont attribué au crocotta la capacité de changer de couleur ou de genre à la volonté. Quelques légendes ont indiqué que les animaux qui ont essayé de le chasser gèleraient dans leurs propres traces. On a dit que les yeux d'un crocotta tué sont des gemmes zébrées qui donneraient au possesseur des pouvoirs d'Oracle une fois placées sous la langue.
Des sources attribuent également des dons de polymorphie et d'invisibilité au leucrocuta.
Pline a indiqué que la progéniture d'un crocotta et d'une lionne était le leucrota (ou leucrocuta, leucrocotta, ou leocrocotta), qui pourrait imiter le bruit d'une voix humaine. C'était sans aucun doute la source des affirmations ultérieures similaires concernant les capacités du crocotta lui-même. On a dit que le leucrota serait un animal au pied fourchu et de la taille d'un âne, néanmoins rapide et féroce. Décrit comme ayant les hanches d'un cerf, la queue, la poitrine, le cou d'un lion, et la tête d'un blaireau, sa bouche s'ouvrirait en arrière aussi loin que ses oreilles. Au lieu de dents, il a des rangées d'os acérés qui pourraient broyer n'importe quoi. On a dit qu'il ne ferme jamais les yeux et que son échine est si rigide qu'il doive faire demi-tour pour voir ce qu'il y a derrière lui.
Le chien-loup crocotta et l'antilope-leucrota ont clairement été censés être deux types d'animaux différents, mais en raison de leur consanguinité alléguée, de la similitude de leurs noms, et de leur capacité supposée de parler avec une voix humaine, les auteurs des bestiaires les ont souvent confondus entre eux. C'est probablement la source de plusieurs des confusions postérieures concernant leurs caractéristiques renommées.
Beaucoup de classiques croient que la source de la description de Pline était la description du cynolycus de Ctésias. D'autres croient qu'il a pu répéter une description déformée de la hyène.
La lucrote ou leucrote est citée dans quelques ouvrages médiévaux, principalement dans le Livre du Trésor (de) de Brunetto Latini, écrit au XIIIes. L'auteur y prétend qu'elle est grande comme un âne, qu'elle possède une tête de cheval, la croupe d'un cerf, la poitrine et les pattes d'un lion, les pieds d'un bœuf, ainsi qu'une bouche fendue jusqu'aux oreilles, et que ses dents sont formées d'un seul os.
Il est souvent précisé dans les récits qui la concernent qu'elle surpasse tous les animaux à la course et que sa voix ressemble soit aux hurlements d'une multitude de voix humaines suraiguës soit au cri d'une hyène.

## Évocations dans les arts

### Télévision
La série télévisée Supernatural mentionne le crocotta dans l'épisode 14 de la saison 3, Rejoins-moi (Long-Distance Call dans la version originale). C'est un nécrophage à forme humaine qui prendrait la voix des êtres aimés décédés. Si vous cherchez comment le tuer, il faut l'empaler par la nuque.